# ジェフ・メイウェザー
ジェフ・メイウェザー（Jeff Mayweather、1964年7月4日 - ）は、アメリカ合衆国の元プロボクサー、現トレーナー。ミシガン州グランドラピッズ出身。元IBO世界スーパーフェザー級王者。ジェフは三兄弟の末弟で、長兄はフロイド・メイウェザー・シニア、次兄はロジャー・メイウェザーである。問題行動が多い2人の兄とは違い、騒動を起こさずおとなしい性格のため静かなメイウェザーと呼ばれている。長兄の息子（甥）はフロイド・メイウェザー・ジュニア。

## 経歴

### ボクサー時代
プロボクサーとしては大成しなかったが、1993年3月13日にオスカー・デ・ラ・ホーヤに4回TKOで敗北。1994年4月21日にジョン・ロビーからIBOスーパーフェザー級王座を獲得した。

### ボクシング/MMAトレーナー時代
ボクサーを引退後、兄達と同じようにトレーナーになり、トレーナーとしてスルタン・イブラギモフやセレスティーノ・カバジェロ、短期間であるが甥のフロイド・メイウェザー・ジュニア、MMA選手のロイ・ネルソンを指導した。
2019年11月9日のYouTuberボクシング対決KSI対ローガン・ポール第二戦ではKSIのボクシングアドバイザーを務めた。